# Pajaro
Pajaro è un census-designated place (CDP) degli Stati Uniti d'America situato in California, nella contea di Monterey.
È bagnato dalle acque dell'omonimo fiume.